# Terra Incognita
Terra Incognita – pierwszy album studyjny francuskiej grupy muzycznej Gojira.

## Lista utworów
Opracowano na podstawie materiału źródłowego.
| Nr  | Tytuł utworu                                         | Słowa          | Muzyka                           | Długość |
| --- | ---------------------------------------------------- | -------------- | -------------------------------- | ------- |
| 1.  | „Clone”                                              | Joe Duplantier | Joe Duplantier, Mario Duplantier | 5:00    |
| 2.  | „Lizard Skin”                                        | Joe Duplantier | Joe Duplantier, Mario Duplantier | 4:32    |
| 3.  | „Satan is a Lawyer”                                  | Joe Duplantier | Joe Duplantier, Mario Duplantier | 4:25    |
| 4.  | „04” (utwór instrumentalny)                          |                | Joe Duplantier, Mario Duplantier | 2:11    |
| 5.  | „Blow Me Away You(niverse)”                          | Joe Duplantier | Joe Duplantier, Mario Duplantier | 5:12    |
| 6.  | „5988 Trillions de Tonnes” (utwór instrumentalny)    |                | Joe Duplantier, Mario Duplantier | 1:20    |
| 7.  | „Deliverance”                                        | Joe Duplantier | Joe Duplantier, Mario Duplantier | 4:56    |
| 8.  | „Space Time”                                         | Joe Duplantier | Joe Duplantier, Mario Duplantier | 5:23    |
| 9.  | „On the B.O.T.A”                                     | Joe Duplantier | Joe Duplantier, Mario Duplantier | 2:49    |
| 10. | „Rise”                                               | Joe Duplantier | Joe Duplantier, Mario Duplantier | 5:12    |
| 11. | „Fire Is Everything”                                 | Joe Duplantier | Joe Duplantier, Mario Duplantier | 4:59    |
| 12. | „Love”                                               | Joe Duplantier | Joe Duplantier, Mario Duplantier | 4:22    |
| 13. | „1990 Quatrillions de Tonnes” (utwór instrumentalny) |                | Joe Duplantier, Mario Duplantier | 4:17    |
| 14. | „In the Forest”                                      | Joe Duplantier | Joe Duplantier, Mario Duplantier | 12:11   |
|     |                                                      |                |                                  | 1:06:49 |

## Twórcy
Opracowano na podstawie materiału źródłowego.
| Zespół Gojira w składzie - Joe Duplantier – śpiew, gitara, inżynieria dźwięku, miksowanie - Christian Andreu – gitara - Jean-Michel Labadie – gitara basowa - Mario Duplantier – perkusja |  | Inni - Jean-Pierre Chalbos, Séb Dupuis – mastering - Laurentx Etxemendi, Stephan Kraemer – inżynieria dźwięku, miksowanie - Gabrielle Duplantier – zdjęcia - Phil Allemant – produkcja muzyczna |

## Wydania
| Wydania | Wydania           | Wydania                                          | Wydania                             | Wydania                   | Wydania |
| Rok     | Nr katalogowy     | Format                                           | Wytwórnia                           | Region                    | Źródło  |
| ------- | ----------------- | ------------------------------------------------ | ----------------------------------- | ------------------------- | ------- |
| 2001    | 24G001            | CD, Album, Dig                                   | Gabriel Editions                    | Francja                   | [ 5 ]   |
| 2001    | 24G001            | CD, Album, Dig                                   | Gabriel Editions, Next Music        | Francja                   | [ 5 ]   |
| 2001    | 24G001            | CD, Album                                        | Gabriel Editions                    | Francja                   | [ 5 ]   |
| 2003    | BYCD 3            | CD, Album, RE, Enh                               | Boycott Records                     | Europa                    | [ 5 ]   |
| 2005    | MS 10, 5101103392 | CD, Album, RE, Enh                               | Mon Slip                            | Europa                    | [ 5 ]   |
| 2009    | LIS 121           | CD, Album, RE                                    | Listenable Records                  | Francja                   | [ 5 ]   |
| 2009    | POSH121           | CD, Album, RE, Dig                               | Listenable Records                  | Europa                    | [ 5 ]   |
| 2009    | POSH121           | CDr, Album, Promo, RE                            | Listenable Records                  | Europa                    | [ 5 ]   |
| 2016    | POSH325           | 2xLP, Album                                      | Listenable Records                  | Francja                   | [ 5 ]   |
| 2016    | POSH325           | 2xLP, Album, Ltd, Ora                            | Listenable Records                  | Francja                   | [ 5 ]   |
| 2016    | POSH324           | CD, Album, RE                                    | Listenable Records                  | Stany Zjednoczone, Europa | [ 5 ]   |
| 2016    | POSH325           | 2xLP, Album, Ltd, RE, RM, Whi                    | Listenable Records, Silvera Records | Francja                   | [ 5 ]   |
| 2016    | POSH351           | Box, Dlx, Ltd + Cass, Album + CD, Album, RM, O-C | Listenable Records, Silvera Records | Francja                   | [ 5 ]   |